# Estación de La Faloise
La estación de La Faloise es una estación ferroviaria francesa, de la línea férrea París-Lille, situada en la comuna de Bacouël, en el departamento de Somme. Por ella transitan únicamente trenes regionales que unen París y Amiens.

## Situación ferroviaria
La estación se encuentra en el punto kilométrico 104,191 de la línea férrea París-Lille. 

## Historia
Fue inaugurada en 1846 por parte de la Compañía de ferrocarriles del Norte.
El 20 de septiembre de 1910, tres operarios de la compañía fallecieron en la estación al ser arrollados por un tren. El accidente sucedió cuando la mano de uno de ellos quedó atrapada bajo uno de los raíles. Mientras otro trataba de socorrerle otro compañero hacía gestos desesperados al convoy que se acercaba a la estación. En 1912, el 6 de julio, Raymond Poincaré inauguró una estatua en honor a los tres fallecidos. Se encuentra ubicada en el andén que usan los pasajeros que van en dirección a París. 
En 1937, la estación pasó a ser explotada por la SNCF.

## La estación
La estación ha ido perdiendo importancia hasta convertirse en un simple apeadero, de hecho el antiguo edificio para viajeros ha sido convertido en vivienda. Se compone de dos vías y de dos andenes laterales. Cambiar de uno a otro implica cruzar las vías a nivel. 

## Servicios ferroviarios

### Regionales
- Línea Amiens - París